# Lyckeby
Lyckeby – wieś w gminie Karlskrona, w regionie Blekinge, w południowo-wschodniej Szwecji, w pobliżu ujścia rzeki Lyckeby. Na rzecze we wsi znajduje się młyn wodny wybudowany w latach 1710-1721 wpisany na listę światowego dziedzictwa UNESCO. Zabytkami są również ruiny zamku z 1545 roku. Wieś zamieszkuje ok. 1300 osób.